# Udruga studenata povijesti "Malleus"
Udruga studenata povijesti “Malleus” (skraćeno USP Malleus) je neprofitna, nevladina organizacija osnovana 19. prosinca 2006. godine na Filozofskom fakultetu Sveučilišta u Rijeci. Ciljevi su Udruge poticanje znanstvenog istraživanja na području povijesti i srodnih joj znanosti, ali i organiziranje, priprema i izvođenje studentskih aktivnosti na području obrazovanja i kulture uopće. ↓1   Uz aktivne članove udruge u njenim projektima sudjeluje i veći broj studenata Filozofskog fakulteta u Rijeci. 

### Osnivanje
Udruga studenata povijesti Malleus je osnovana na sjednici osnivačke skupštine 19. prosinca 2006. godine u Rijeci, kada je na temelju članka 11. Zakona o udrugama ("Narodne novine", broj 88/01 i 11/02 ) ↓2 donesen statut Udruge. Nedugo potom Udruga je službeno registrirana u Uredu državne uprave u Rijeci. Sjedište Malleusa nalazi se u zgradi Filozofskog fakulteta matičnog Sveučilišta u Rijeci.

### Ciljevi
Udruga je stvorena na inicijativu studenata Riječkog filozofskog fakulteta s ciljem promicanja povijesti i povijesnih istraživanja te dodatnog profesionalnog usavršavanja studenata. Uz potporu matičnog sveučilišta nastoji se potaknuti studente na samostalan rad i populariziranje povijesti.
Prema Članku 7 statuta Udruge glavni ciljevi su: 
- pomoć studentima u ostvarivanju njihova napredovanja u istraživanju, proučavanju i bilo kakvu drugom sudjelovanju unutar domene povijesti i to u obliku posredovanja u komunikaciji između studenata i upravnih tijela sveučilišnih i drugih institucija, posebno srodnih studiju povijesti;

- korištenje i učenje iz vizualnih (npr. povijesni filmovi), auditivnih (npr. radijem zabilježeni povijesni govori) i tekstualnih povijesnih izvora (kao i materijalnih) u sklopu npr. arhivskog istraživanja;

- bavljenje pitanjima metodologije povijesnog istraživanja

- širenje interesa za povijest među mladima, njihovo okupljanje u okviru Udruge ili pri školama i drugdje;

- surađuje s Odsjekom za povijest Filozofskog fakulteta u Rijeci, s Filozofskim fakultetom u Rijeci, suradnja s Fakultetskim vijećem i Studentskim zborom Filozofskog fakulteta Sveučilišta u Rijeci;

- organiziranje posjeta stručnih suradnika;

- organiziranje stručnih izleta i putovanja vezanih uz struku;

- uspostava referentne baze podataka i literature za članove Udruge;

- izdavanje publikacija poput periodičkih časopisa ili biltena za potrebe studenata, a u skladu s posebnim zakonskim propisima;

- organiziranje tribina, skupova, seminara/predavanja, susreta i sl.;

- organiziranje prigodnih kulturno umjetničkih, sportskih i drugih programa;

- sustavni rad na učlanjivanju u Udrugu;

- davanje priloga obilježavanju značajnih povijesnih, kulturnih te ostalih vrsta događaja i obljetnica na širem području djelovanja Udruge;

- surađuje s organizacijama koje promiču interese i dostojanstvo povijesti kao znanosti i s udrugama u Republici Hrvatskoj i inozemstvu na principu ravnopravnosti i punog poštovanja međusobnih razlika i posebnosti;

- surađuje s muzejima;

- surađuje sa svim državnim i ostalim dostupnim arhivima u Republici Hrvatskoj;

- surađuje s drugim privrednim, prosvjetnim i društvenim organizacijama i ustanovama radi stvaranja uvjeta za širi zamah ostvarenja svojih ciljeva.

- bavi se ostalim djelatnostima potrebnim za ostvarivanje ciljeva Udruge.

### Djelovanje
Svake godine bira se novo peteročlano predsjedništvo u sastavu: predsjednik, dopredsjednik, tajnik te dva člana Predsjedništva koje bira Skupština na vrijeme od dvije godine, a iste osobe mogu biti birane najviše dva puta za redom.
Predsjedništvo saziva Skupštinu udruge, priprema dnevni red i koordinira djelovanje Udruge. Od svog osnutka udruga je ostvarila niz aktivnosti:
- Od 29. do 31. ožujka 2007. na Sveučilištu u Rijeci održani su II. Jadranski susreti studenata povijesti Republike Hrvatske - znanstveni skup mladih povjesničara na kojem su sudjelovali studenti odsjeka za povijest pri sveučilištima u Puli, Rijeci i Splitu. Sudjelovanje na III. Jadranskim susretima studenata povijesti Republike Hrvatske realizirano je u Splitu od 27. do 30. ožujka 2008, a na sljedećima točno godinu kasnije u Puli. Od 26. do 29.3.2010. domaćin Jadranskih susreta je ponovno Sveučilište u Rijeci. Skup je po prvi put dobio međunarodni karakter pošto su na njemu sudjelovati i studenti s Sveučilišta u Trstu ↓3.

- Krajem 2007. pokrenuto je glasilo Udruge "Horror vacui " predviđeno za izvještaje o radu Udruge, o doživljajima studenata povijesti svega oko njih a vezano je uz njihov studij na samom Fakultetu i šire: od posjećenih izložbi, pročitanih knjiga itd. Glasilo je planirano u elektroničkom obliku na web stranici Udruge.  ↓4

- Ciklus okruglih stolova "Drugi pogled" na kojem su predstavljene povijesne teme zajedničke hrvatskoj historiografiji i historiografiji susjednih zemalja  ↓5 ↓6 ↓7. Razmatrani su različiti pogledi na istu povijest od strane hrvatske historiografije i historiografije susjednih država. Cilj okruglog stola bio je razmotriti obje perspektive, kako bi se pridonijelo boljem razumijevanju ovakvih povijesnih fenomena. U ovom projektu ostvarena su gostujuća predavanja i suradnja članova udruga nacionalnih manjina susjednih zemalja. Održana su zasada dva gostujuća predavanja u sklopu rasprave o talijanskoj i slovenskoj historiografiji.

- Projekt "Učinimo više" predstavlja zajednički projekt Udruge studenata povijesti "Malleus", Udruge za mlade i studente s invaliditetom Primorsko-goranske županije "ZNAM", Filozofskog fakulteta u Rijeci i Teološkog fakulteta u Rijeci (pokrenut u 2007., a završen u 2008.), a čiji je cilj bio povećanje kvalitete studiranja kolega s invaliditetom i smanjenom pokretljivošću na Filozofskom fakultetu u Rijeci. ↓8.

- Od 2008. godine, u suradnji s udrugom za promicanje kulture mladih "Kulturni Front" iz Opatije, članovi Udruge redovito organiziraju predavanja povijesne tematike za učenike opatijske gimnazije Eugena Kumičića   ↓9. Neke od tema bile su: Povijest Ruske revolucije, Strategije Kartage i Rima u vrijeme Punskih ratova, Odnosi Izraela i Palestine u II. pol. 20. Stoljeća, itd.

- Od 2011. godine u suradnji s profesorima sa odsjeka za povijest i brojnim gostujućim izlagačima započinje projekt „Cinemaforum” na kojem se održavaju projekcije povijesnih filmova uz uvodno predavanje prije filma i diskusijom nakon.

- 2011. godine proveden je projekt „Povijest revolucija”. Projekt je ostvario suradnju između profesora i studenata oko tema koje su zainteresirale velik broj sudionika. Povijesti se pristupilo interdisciplinarno, pa su tako na simpoziju osim studenata povijesti prisustvovali studenti pedagogije, medicine, filozofije, povijesti umjetnosti i anglistike. Kao gostujući predavači sudjelovali su profesori iz Hrvatske, a i šire poput Daniela Rafaelića (profesor na Filozofskom fakultetu u Zagreb), Marie - Janine Calic(dekanica Münchenskog fakulteta), Željko Bartulović (s Pravnog fakulteta u Rijeci) itd.  ↓10

- U prosincu 2011. Godine, u suradnji s hrvatskim društvom za analitičku filozofiju ↓11, u Rijeci je organiziran međunarodni simpozij „Democracy, Identity, European integration”, na kojem su sudjelovali vodeći svjetski stručnjaci iz područja političke filozofije, poput Gerarda Gausa (University of Columbia), Jonathana Wulffa (Central University of London), Mark Evans (University of Swansea) i brojni studenti s Fakulteta političkih znanosti u Zagrebu  ↓12.

- U prosincu 2011. godine Udruga studenata povijesti „Malleus” sudjeluje na međunarodnom kongresu povjesničara ISHA u Beogradu.  ↓13. Kongres je okupio preko sedamdeset sudionika iz svih dijelova Europe.’’

- U siječnju 2012. godine na Filozofskom fakultetu u Rijeci organizirana je javna tribina otvorena za sve građane grada Rijeke o ulasku Hrvatske u Europsku uniju. Na tribini je gostovalo i nekoliko profesora Filozofskog fakulteta u Rijeci (dr. sc. Elvio Baccarini, dr. sc. Samaržija – Prijić i drugi.)’’  ↓14

Kroz navedene aktivnosti razvijena je suradnja s različitim institucijama, uključujući vladine organizacije i udruge koje se bave sličnim temama; Grad Opatija, OŠ "Rikard Katalinić Jeretov" i gimnazija Eugena Kumičića Opatija, te s velikim brojem studentskih udruga i različitih organizacija civilnog društva, primarno na području Primorsko-goranske županije.

### Studentski časopis
Malleus od 2007. godine izdaje i časopis studenata povijesti „Klepsidra”.  Do 2012. godine izdano je četiri broja; u svibnju i studenom 2007 ↓15, listopadu 2008 ↓16. i prosincu 2011. ↓17. Časopis je koncipiran kao zbornik radova sa znanstvenim i stručnim člancima studenata povijesti. Studenti se pri pisanju članaka uče služiti primarnim povijesnim izvorima, naprimjer radom na arhivskoj građi, proučavanjem usmene predaje i sl. Rad na časopisu se nastavlja i danas.